# 今野宏美
今野 宏美（こんの ひろみ、1975年9月13日 - ）は、日本の女性声優、ナレーター。北海道千歳市出身。青二プロダクション所属。

## 来歴
子供の頃から演劇に興味があったが、『電撃戦隊チェンジマン』放送当時登場するギョダーイの声がアテレコであると知り、声優業を目指すことにした。『魔神英雄伝ワタル』に登場するキャラクターを演じていた林原めぐみの写真を見て「ああ、声優ってすごい」と衝撃を受けたことも声優になるきっかけと語っている。
地元が北海道で声優学校もなく、それで「私、東京に行ってかんばれるんだ」という自信が欲しかったこともあり、色々なコンテストを受けていた。当時は声優学校に行っておらず。独学だった。昔は声がすごく嫌いだったが、中学時代の友人に「声、かわいいね」と言われて「なにっ?」と本格的に声優を目指したという。
札幌大学経済学部経済学科卒業。
セガサターン用ゲーム『センチメンタルグラフティ』によりデビューした鈴木麗子・岡本麻見・牧島有希・西口有香・岡田純子との6人組を通称「うさぎ組」（所属事務所・マーカス）、既に決定していた青二プロダクション所属の鈴木麻里子・米本千珠・豊嶋真千子・小田美智子・前田愛・満仲由紀子の6名を加えた、12人からなるユニットを「SGガールズ」と呼ぶ。
マーカスを経て、青二プロダクションへ所属後、2003年、ラジオ『スタチャ情報発信番組 ホレぼれ。』（文化放送）のパーソナリティ4名（今野他は加藤奈々絵・こやまきみこ・清水愛）と、オーディション合格した白石涼子、日永田麻衣・増山鈴乃音の3名で結成された声優ユニット「パステル」に参加。2004年にラジオの終了と合わせて解散したが、2016年1月に再結成。
2007年、『ゲゲゲの鬼太郎（第5作）』の猫娘役と『らき☆すた』の小神あきら役で注目を集める。

## 人物
音域はA - F。方言は北海道弁。
多数のアニメ、CDドラマ、洋画、ゲーム等に出演している。
趣味はゴルフ、加圧トレーニング、スキー、バドミントン。

## 出演
太字はメインキャラクター。

### テレビアニメ
時期不明
- ちびまる子ちゃん（時期不明 - 2021年、チビ、隣のクラスの女の子、ピアノの先生、店員、あけみ〈2代目〉 他）

1998年
- 異次元の世界エルハザード
- センチメンタルジャーニー（山本るりか）

2000年
- ヴァンドレッド（パイロット）
- マシュランボー（クロ）

2001年
- 仰天人間バトシーラー（デビッキ/ヘルガーマ）
- 新白雪姫伝説プリーティア（美子）
- 爆転シュート ベイブレード（2001年 - 2003年、女、美女A、マチルダ） - 2シリーズ
- まみむめ★もがちょ（キーコ）

2002年
- アクエリアンエイジ Sign for Evolution（女の子A）
- 奇鋼仙女ロウラン（ロウラン）
- 最終兵器彼女（りえ）※方言指導も担当

2003年
- フルメタル・パニック シリーズ（2003年 - 2005年、西野こずえ、工藤しおり） - 2シリーズ

2004年
- それいけ!ズッコケ三人組（荒井陽子）
- 探偵学園Q（立木亜里沙）
- ボボボーボ・ボーボボ（2004年 - 2005年、レーズン女、シャイナ）

2005年
- AIR（ポテト、女の子）
- 機動新撰組 萌えよ剣 TV（朱雀）
- らいむいろ流奇譚X CROSS〜恋、教ヘテクダサイ。〜（紅糸）

2006年
- エンジェル・ハート（ターニャ）
- 少年陰陽師（太陰）
- それいけ!アンパンマン（マイマイの子供たち（B）〈4代目〉）
- ヤマトナデシコ七変化♥（ラセーヌ 他）
- Xenosaga THE ANIMATION（百式観測機）

2007年
- おでんくん（赤い傘の女の子）
- ゲゲゲの鬼太郎（第5作）（2007年 - 2009年、ねこ娘、子ぬりかべ）
- 祝!(ハピ☆ラキ)ビックリマン（やって弥勒）
- メイプルストーリー（マロン）
- らき☆すた（小神あきら）
- レ・ミゼラブル 少女コゼット（マリー）

2008年
- しゅごキャラ!（2008年 - 2009年、イル） - 3シリーズ
- スキップ・ビート!（2008年 - 2009年、宝田マリア、衣装係）
- のらみみ2（3グラム）
- ポルフィの長い旅（コリーナ）
- 魔法遣いに大切なこと〜夏のソラ〜（西原るり子）
- ユメミル、アニメ「onちゃん」（2008年 - 2010年、okちゃん） - 2シリーズ
- ヤッターマン（第2作）（ミキ）

2009年
- キディ・ガーランド（リトゥーシャ）
- 空を見上げる少女の瞳に映る世界（今村スズメ）
- 夏のあらし!（ショップ店員）
- メタルファイト ベイブレード（ユイ）
- ONE PIECE（2009年 - 2019年、戦士、女戦士、フラッパー、王子君、シャーロット・シトロン 他）

2010年
- あにゃまる探偵 キルミンずぅ（桜サクヨ）
- アマガミSS（2010年 - 2012年、中多紗江） - 2シリーズ
- まじっく快斗（2010年 - 2012年、レポーター、館内アナウンス、鏡の声、女性キャスター、水晶の声）

2011年
- クレヨンしんちゃん（ケイト）
- デジモンクロスウォーズ（2011年 - 2012年、ルナモン、バコモンちゃん） - 3シリーズ
- 日常（はかせ）
- フラクタル（サンコ）
- 未来日記（上下かまど〈8th〉）

2012年
- あっちこっち（深山佳奈）
- アドリブアニメ研究所（座敷童子先生）
- 咲-Saki- 阿知賀編 episode of side-A（小走やえ）
- ズモモとヌペペ（ドリちゃん）
- 探検ドリランド（2012年 - 2014年、キノピー、レヴィナス、子キノピー、手芸少女ポケット） - 2シリーズ

2013年
- 境界の彼方（神原弥生）

2014年
- 東京ESP（黒井弧月）
- みんな集まれ!ファルコム学園（2014年 - 2015年、ティータ） - 2シリーズ
- RAIL WARS!（ベルニナ）
- ワールドトリガー（2014年 - 2021年、嵐山佐補、夏目出穂） - 3シリーズ

2015年
- 俺物語!!（女子学生2）
- プリパラ（2015年 - 2017年、ネコ）
- 名探偵コナン（2015年 - 2024年、永井咲子、ミミ、大江忍）

2017年
- アイドルタイムプリパラ（2017年 - 2018年、ネコ）
- ドラゴンボール超（クス）

2018年
- 爆釣バーハンター（2018年 - 2019年、長良川アユ）

2019年
- ゲゲゲの鬼太郎（第6作）（沼御前、愛野おしえ、唄）

2021年
- デジモンアドベンチャー:（ルナモン）
- かぎなど（2021年 - 2022年、ポテト） - 2シリーズ

2022年
- デジモンゴーストゲーム（サンフラウモン）

2024年
- ひみつのアイプリ（ラブ）

### 劇場アニメ
2005年
- 劇場版 AIR（ポテト）

2007年
- オシャレ魔女♥ラブandベリー しあわせのまほう（ラブ）

2008年
- 劇場版 ゲゲゲの鬼太郎 日本爆裂!!（ねこ娘）
- ゲゲゲまつりだ!!五大鬼太郎（ネコ娘）
- 真救世主伝説 北斗の拳 ケンシロウ伝（アモ）

2009年
- 天上人とアクト人最後の戦い（今村スズメ）

2011年
- たんすわらし。（ユキ）

2015年
- 劇場版 境界の彼方 －I'LL BE HERE－（神原弥生）

2016年
- 映画プリパラ み〜んなのあこがれ♪レッツゴー☆プリパリ（ネコ）

### OVA
2002年
- ゲートキーパーズ21（女生徒A）

2003年
- 機動新撰組 萌えよ剣（朱雀）

2004年
- Re:キューティーハニー（スカーレットクロー）

2005年
- 最終兵器彼女 Another love song（オペレーター女）

2006年
- 教えて!はれるん（アヤ）

2007年
- サクラ大戦 ニューヨーク・紐育（従者、バステト）

2008年
- ドラえもんといっしょ ドラミちゃんとできるかな（シー）

2009年
- 異世界の聖機師物語（ラピス・ラーズ）

2011年
- 英雄伝説 空の軌跡 THE ANIMATION（ティータ・ラッセル）
- 怪物王女「孤島王女」（南久阿）
- 日常「日常の0話」（はかせ）

2019年
- ロボットガールズNEO（地獄大元帥）

### Webアニメ
- 宮河家の空腹（2013年、小神あきら）
- 美少女戦士セーラームーンCrystal（2015年、少年B）

### ゲーム
1998年
- センチメンタルグラフティ（山本るりか）

2000年
- センチメンタルグラフティ2（山本るりか）
- ベイブレード（大地）

2001年
- サモンナイト2（ミニス・マーン）
- センチメンタルグラフティ〜約束（山本るりか）

2002年
- 封神演義2（ライシンシ）
- Milky Season（立花真白）
- Riviera 〜約束の地リヴィエラ〜（ルゥリ）

2003年
- Iris 〜イリス〜（金矢真奈美）
- サモンナイト3（ミニス・マーン）
- テイルズ オブ シンフォニア（セレス・ワイルダー）

2004年
- AIRFORCE DELTA 〜BLUE WING KNIGHTS〜（リーリャ・ミハイロブナ）
- オシャレ魔女♥ラブandベリー（ラブ）
- センチメンタルプレリュード（永瀬藍子）
- LoveSongs♪ADV 双葉理保14歳 〜夏〜（多喜川晶）

2005年
- ソウルキャリバーIII（カスタムキャラクター・少女2、ルナ）

2006年
- 英雄伝説 空の軌跡FC（ティータ・ラッセル）
- 英雄伝説 空の軌跡SC（ティータ・ラッセル）
- SIMPLE2500シリーズ Portable!! Vol.2 THE テニス
- 対戦たっきゅうDX（ガチャリン）
- 天外魔境 ZIRIA〜遥かなるジパング〜
- みんなで鍛える全脳トレーニング（メイ）

2007年
- 英雄伝説 空の軌跡 the 3rd（ティータ・ラッセル）
- ゲゲゲの鬼太郎 妖怪大運動会（ねこ娘）
- 少年陰陽師 翼よいま、天へ還れ（太陰）
- スーパーロボット大戦OG ORIGINAL GENERATIONS（ショウコ・アズマ、エミィ）
- スーパーロボット大戦OG外伝（ショウコ・アズマ、エミィ）
- ソルフェージュ（垣之内雅）
- バトルファンタジア（マルコ〈ストーリーモード〉）
- まほろばStories -Library of Fortune-（トト）
- らき☆すたの森（小神あきら）
- Wonderland ONLINE（ニナ）

2008年
- ソラユメ（ハルピュイア）
- ツヴァイ!!（PSP版、ピピロ）
- ZWEI II（ルゥ、ピピロ）
- テイルズ オブ シンフォニア -ラタトスクの騎士-（セレス・ワイルダー）
- ヴァンテージマスターポータブル（ティータ）
- らき☆すた 〜陵桜学園 桜藤祭〜（小神あきら、チュン）
- ルーンファクトリー フロンティア（キャンディ）
- ルミナスアーク2 ウィル（ポプリ）

2009年
- アマガミ（中多紗江、中多紗江の母親）
- シャイニング・フォース フェザー（レイファ）
- スキップ・ビート!（宝田マリア）
- ソウルキャリバー Broken Destiny（オリジナルキャラクター）
- ソラユメ portable（ハルピュイア）
- FRAGILE 〜さよなら月の廃墟〜（折鶴の少女、新婦）
- まもるクンは呪われてしまった!（地獄谷ふるる）
- らき☆すた ネットアイドル・マイスター（小神あきら）
- 龍が如く3（キリエ）

2010年
- イースvs.空の軌跡 オルタナティブ・サーガ（ティータ・ラッセル）
- 真・三國無双 MULTI RAID 2（虞美人）

2011年
- スト☆マニ 〜Strobe☆Mania〜（速水撫子）
- クレヨンしんちゃん 宇宙DEアチョー!? 友情のおバカラテ!!（ケイト）
- 日常〈宇宙人〉（はかせ）
- ノーラと刻の工房 霧の森の魔女（エルシー・クイン）

2012年
- アンチェインブレイズ エクシヴ（アスタロト）
- 未来日記 13人目の日記所有者 RE:WRITE（上下かまど）
- 嫁コレ（ティータ・ラッセル）

2013年
- 咲-Saki- 阿知賀編 episode of side-A Portable（小走やえ）
- テイルズ オブ シンフォニア ユニゾナントパック（セレス・ワイルダー）

2014年
- 神撃のバハムート（ミルフィ）
- スーパーヒーロージェネレーション（ジェミニ・ゾディアーツ / ジェミニ・ノヴァ）

2015年
- 英雄伝説 空の軌跡FC Evolution（ティータ・ラッセル）

2016年
- IRroid〜恋の有効フロンティア〜（緑優目）
- スーパーロボット大戦OG ムーン・デュエラーズ（ショウコ・アズマ）
- ロボットガールズZ ONLINE（地獄大元帥）

2017年
- 英雄伝説 閃の軌跡 III（ティータ・ラッセル）

2019年
- スーパードラゴンボールヒーローズ ワールドミッション（シュンシュン）
- アリス・ギア・アイギス（2019年 - 2024年、御茶ノ水美里江）

2023年
- テイルズ オブ ザ レイズ（セレス・ワイルダー）
- ライザのアトリエ3 〜終わりの錬金術士と秘密の鍵〜（アンナ・ミランダ）

### ドラマCD
- アイドルマスターrelations 初回限定版 特典ドラマCD 対決!アイドルファイトクラブ（東豪寺麗華）
- アルトネリコ3世界終焉の引鉄は少女の詩が弾く side 咲 〜After Story〜（リンナ)
- イース&空の軌跡vs.ヴァン・ジョー（イースvs.空の軌跡 オルタナティブ・サーガドラマCD同梱版、ティータ・ラッセル）
- 英雄伝説 空の軌跡 ドラマCDシリーズ（ティータ・ラッセル）
  - 〜去り行く決意〜
  - 〜繋がる絆〜
  - the 3rd 〜魂の刻印〜
  - ティータ物語 〜繋がる想い〜
  - 〜AC（アドバンスド・チャプター）〜
- テイルズ オブ ファンタジア なりきりダンジョン
  - -太陽の章-（花の精）
  - -月の章-（アミィ）
- おとまりHONEY（浅川恵里香）
- 執事様のお気に入り 1 - 3（朝宮薫子）
- されど不敵なヤツら（久木）
- 少年陰陽師（太陰）
- その指だけが知っている（女子生徒）
- ソルフェージュ（垣之内雅）
- 大正野球娘。（月映静）
- ちぇんじ123（みきり）
- つよがり（女子生徒）
- ヤンデレの女の子に死ぬほど愛されて眠れないCDぎゃーーーっ!（七宮伊織）
- 半分の月がのぼる空 VOL.5（金子まなみ）
- ひなどりGIRL（芦野菜穂）
- H+P -ひめぱら-（ピコル）
- ふおんコネクト!（英夕）
- 星色のおくりもの キャラクターソング&ドラマCD（明戸美海）
- まろまゆ（マカポン）
- 無限のフロンティアEXCEED×スーパーロボット大戦OG スペシャルドラマCD「無限の扉絵」（ショウコ・アズマ）
- めろ@ドラマCD まんすりぃ 萌音（大倉かりん）
- らき☆すた関連
  - らき☆すたRe-Mix002〜『ラキスタノキワミ、アッー』【してやんよ】〜（小神あきら）
  - らき☆すた ドラマCD（ドラマがコンプリートなディスク）（小神あきら）
  - 宮河家の空腹 ヒャダインこと前山田健一が作曲したサウンドトラック シリーズ構成の待田堂子による新規撮り下ろしオリジナルドラマ 未放送のラジオ特別版を収録したCD（小神あきら）
- アマガミ関連
  - アマガミ ドラマCDVol.4 「中多紗江」編 〜今年も、あなたと〜（2010年1月29日）
- TVアニメ「けものフレンズ」ドラマ&キャラクターソングアルバム「Japari Café」（ジャイアントペンギン、2017年6月7日）

### 吹き替え

#### 映画
- セシル・B/ザ・シネマ・ウォーズ
- 名もなきアフリカの地で（レギーナ）
- 魔王（少年時代のアベル）

### ラジオ
- センチメンタルナイト
- 帰ってきたセンチメンタルナイト
- ONLYセンチメンタルナイト2
- 夜はプチ*ぷち!へなちょこラジオ
- スタチャ情報発信番組 ホレぼれ。（文化放送、2002年10月 - 2003年3月）
- パステルのちびほれでチュ
- エレンディア放送局 リヴィエラジオ （音泉、2006年11月 - 2007年2月）
- らっきー☆ちゃんねる（ラジオ関西、ランティスウェブラジオ：2007年1月5日 - 9月28日）
- らっきー☆ちゃんねる-陵桜学園放課後の机-（ラジオ関西、ランティスウェブラジオ：2007年10月5日 - 12月28日）
- 「怪」ラヂヲ〜妖怪の周辺〜（TBSラジオ：2007年11月3日 - ）※ジングル部分のみ
- 新らっきー☆ちゃんねる（ラジオ関西、ランティスウェブラジオ：2008年1月4日 - 3月28日）
- 元祖らっきー☆ちゃんねる（ラジオ関西、ランティスウェブラジオ：2008年4月4日 - 6月27日）
- 豊田巧と今野宏美の鉄子のDNA（HiBiKi Radio Station：2009年12月1日 - 2010年1月19日、全8回）
- 日常のラヂオ（東雲研究所編）（ランティスウェブラジオ：2011年2月25日 - 12月30日）

### ラジオドラマ
- 野に咲く花 -誰も死なない2-（芥川みかん）（音泉:2010年7月14日 - 8月25日）
- 青山二丁目劇場（じゃんけん最強決定戦 ナレーション）（文化放送：2014年4月21日）

### 特撮
- 百獣戦隊ガオレンジャー（2001年、ピヨちゃんの声[12]、ヨーちゃんの声）
- 仮面ライダーフォーゼ（2011年、闇ユウキ / ジェミニ・ゾディアーツの声）

### テレビ番組
- ウンナンのホントコ!（ケチケチカップル2・顔出しナビゲート）
- コスコスプレプレ（フジテレビTWO、第20回）
- 世界の果てまでイッテQ!（外国人吹き替え）

### 実写
- らき☆すた（エンディング ※第16話：顔出しで三十路岬、第17話：一瞬だけ登場、第21-23話：ほぼ通して登場）
- 金田朋子の日本語でおk（ねとすたネット番組：2008年6月 - 2008年12月）
- らき☆すたOVA（オリジナルなビジュアルとアニメーション）（エンディング）
- らき☆すた in 武道館 あなたのためだから

### CM
- アキレス「Lemon Pie」（まどか）
- アマガミSSエンディングテーマ「あなたしか見えない」CM（中多紗江）

### ナレーション
- ドッカ〜ン!（TBS）
- マギー審司のSmile Magic（キッズステーション）
- よゐこのキッズパラダイス!（キッズステーション）
- 早ね早おき朝ごはん（キッズステーション）
- ハラショー（TOKYO MX）
- アップデート大学（テレビ朝日）
- 良かれと思って言わせて頂きます!（フジテレビ）
- 良かれと思って!（フジテレビ）

### その他コンテンツ
- 第12回世界妖怪会議（京都市右京区東映太秦映画村）：ゲスト出演
- スターチャット.TV：不定期出演
- パチスロメーカー山佐のボーナスゲームBGMを担当：祭の達人 ウィンちゃんの夏祭り、ピカゴロウV
- パチスロメーカーネットのドリスタ：ミント（主役キャラ）
- 千葉ロッテマリーンズ マスコット リーンちゃん
- 声優チャット
- 美声時計2
- 最終兵器彼女:方言監修
- 美少女が教える日本史（古代〜近世）（小野都）
- ゲゲゲの鬼太郎 妖怪JAPANラリー3D（ネコ娘）

## ディスコグラフィ

### キャラクターソング
| 発売日   | 商品名                                                               | 歌 | 楽曲                                                                           | 備考                                                      |
| 2001年   | 2001年                                                               | 2001年 | 2001年                                                                         | 2001年                                                    |
| -------- | -------------------------------------------------------------------- | --- | ------------------------------------------------------------------------------ | --------------------------------------------------------- |
| 9月29日  | まみむめ★もがちょ ORIGINAL SOUND TRACK                               | キーコ（今野宏美）、マーリン（高戸靖広） | 「ハッピーダンス」                                                             | テレビアニメ『まみむめ★もがちょ』エンディングテーマ       |
| 2007年   |                                                                      | |                                                                                |                                                           |
| 7月25日  | 曖昧ネットだーりん                                                   | 小神あきら（今野宏美）、白石みのる（白石稔） | 「曖昧ネットだーりん」                                                         | ラジオ『らっきー☆ちゃんねる』オープニングテーマ           |
| 7月25日  | 曖昧ネットだーりん                                                   | 小神あきら（今野宏美）、白石みのる（白石稔） | 「こねらぶ☆みっしょん」                                                        | ラジオ『らっきー☆ちゃんねる』エンディングテーマ           |
| 8月29日  | 三十路岬                                                             | 小神あきら（今野宏美） | 「三十路岬」                                                                   | テレビアニメ『らき☆すた』挿入歌・第16話エンディングテーマ |
| 8月29日  | 三十路岬                                                             | 小神あきら（今野宏美） | 「夢結びの雨」                                                                 | テレビアニメ『らき☆すた』関連曲                           |
| 9月26日  | NADE-NADEして                                                        | ネコ娘（今野宏美） | 「NADE-NADEして」                                                              | テレビアニメ『ゲゲゲの鬼太郎』関連曲                      |
| 2008年   |                                                                      | |                                                                                |                                                           |
| 10月8日  | 愛をとりもどせ!!                                                     | 有頂天 | 「愛をとりもどせ!!」 「ユリア…永遠に」 「曖昧ネットだーりん〜有頂天MIX〜」     |                                                           |
| 10月22日 | らき☆すた ミュージックフェア                                         | 有頂天 | 「有頂天がとまらない」                                                         |                                                           |
| 10月22日 | らき☆すた ミュージックフェア                                         | 小神あきら（今野宏美） | 「三十路坂」                                                                   | ラジオ『新らっきー☆ちゃんねる』オープニングテーマ         |
| 2009年   |                                                                      | |                                                                                |                                                           |
| 9月18日  | アマガミ キャラクターソング vol.3 中多紗江「Wish“ちょっぴりの勇気”」 | 中多紗江（今野宏美） | 「Wish“ちょっぴりの勇気”」 「Wish“ちょっぴりの勇気” 〜Classic mode arrange〜」 | ゲーム『アマガミ』関連曲                                  |
| 2010年   |                                                                      | |                                                                                |                                                           |
| 2月19日  | ゲゲゲの鬼太郎・妖怪パラパラ                                         | 鬼太郎（高山みなみ）、目玉おやじ（田の中勇）、ネコ娘（今野宏美）、ねずみ男（高木渉）、一反もめん（八奈見乗児）、かわうそ（丸山優子）、ろくろ首（豊嶋真千子）、アマビエ（池澤春菜）、呼子（中山さら） | 「ゲゲゲの鬼太郎・妖怪パラパラ」                                               | テレビアニメ『ゲゲゲの鬼太郎』関連曲                      |
| 9月15日  | あなたしか見えない                                                   | 中多紗江（今野宏美） | 「あなたしか見えない」                                                         | テレビアニメ『アマガミSS』第9話〜第12話エンディングテーマ |
| 9月15日  | あなたしか見えない                                                   | 中多紗江（今野宏美） | 「KEEPING SMILE」                                                              | テレビアニメ『アマガミSS』関連曲                          |
| 2011年   |                                                                      | |                                                                                |                                                           |
| 7月6日   | 日常のキャラクターソング その2 はかせの好きなのなの                  | はかせ（今野宏美） | 「はかせの好きなのなの」 「はかせのサメといぬ」                                | 『日常』関連曲                                            |

### その他参加楽曲
- 「味楽る！ミミカ ナンバーワン」- 今野宏美、森の木児童合唱団(2008年6月18日 CDツイン こどものうた 〜炎神戦隊ゴーオンジャー〜収録)

### シリーズ一覧
1. ↑  1stシーズン（2014年 - 2016年）、2ndシーズン（2021年）、3rdシーズン（2021年）
2. ↑  シーズン1（2021年）、シーズン2（2022年）

### ユニットメンバー
1. ↑  小神あきら（今野宏美）、白石みのる（白石稔）